# Saïd Jaziri
Pour les articles homonymes, voir Jaziri.
Saïd Jaziri ou Sa'id El Jaziri (arabe : سعيد الجزيري), né en mai 1967 à La Marsa, est un imam, animateur de radio et homme politique tunisien.
Après s'être installé au Québec, il est l'un des imams les plus sollicités par les médias québécois pour répondre aux questions sur ses démêlés avec les autorités canadiennes et participer aux débats sur les accommodements raisonnables. Prêchant dans la mosquée Al-Qods de Montréal un islam plus orthodoxe que Soheib Bencheikh mais plus libéral que Abdelkader Bouziane, les médias le surnomment l'« imam controversé » alors qu'il ne fait partie d'aucune instance religieuse ou politique. Le 23 octobre 2007, il est finalement expulsé vers la Tunisie en raison de son statut illégal sur le territoire canadien.
Il est élu député lors des élections législatives tunisiennes de 2019 dans la circonscription de Ben Arous.

## Biographie
En 1988, pendant qu'il prépare une licence en mathématiques à l'université de Nice, il devient imam d'une salle de prière.
En 1991, il est condamné par contumace en Tunisie à trois mois de prison pour appartenance à une organisation illégale — le mouvement islamiste Ennahdha — et distribution de tracts. En 1994, il est condamné par défaut en France à 18 mois de prison ferme avec mandat d'arrêt pour complicité de coups et blessures volontaires et dégradations de biens appartenant à autrui : il aurait détruit un ordinateur et ordonné à ses coreligionnaires d'agresser un bouc émissaire à la suite de la fermeture d'une salle de prière. Il est ensuite transféré en Tunisie. En 1995, il revient illégalement en France et se trouve condamné à huit mois de prison. En 1996, il est arrêté à l'aéroport de Bruxelles où il tente de prendre un avion à destination de Montréal avec un faux passeport sous le nom de Hafed Benchelali. Il parvient ensuite au Canada via Londres avec un autre faux passeport sous le nom de Jamel Feki.
En 1997, Jaziri s'installe à Montréal et obtient, un an plus tard, son statut de réfugié. Deux ans plus tard, il devient résident permanent puis fonde en 2000, via l'Association coranique de Montréal, la mosquée Al-Qods. En 2002, il crée l'Organisation islamique du contrôle de la viande halal (OICVH). Ses détracteurs l'accusent alors de vouloir s'enrichir voire financer des activités terroristes. En riposte, l'Association musulmane des commerces de viande halal (AMCVH) est créée.
Le 21 janvier 2004, Jaziri déclare être convaincu que les mosquées montréalaises sont infiltrés par des espions et qu'ils sont sous haute surveillance. Le 23 septembre 2005, il annonce qu'il veut faire construire une grande mosquée au centre de Montréal mais les leaders musulmans s'y opposent étant donné qu'il serait financé par des pays théocratiques.
Début 2006, la camérawoman Anne Morisset qui devait participer à une conférence de presse organisée par Saïd Jaziri dans la mosquée Al-Qods s'en voit refuser l'entrée car elle ne voulait pas se couvrir la tête. Elle refuse en prétextant que ce n'est pas sa religion. Les responsables de la mosquée ne cèdent pas et refusent de présenter leurs excuses. Le 11 février, Jaziri organise une manifestation pour protester contre les caricatures de Mahomet et la violence des islamistes malgré la désapprobation de la plupart des imams montréalais. Quelques jours plus tôt, un imam avait été poignardé la veille, Jaziri qualifiant immédiatement l'incident d'acte islamophobe. L'enquête de police a ultérieurement prouvé qu'il s'agissait d'un geste d'un malade mental qui a choisi sa victime au hasard. Le 10 juin, un chauffeur-livreur de 34 ans, Pierre Brabant, tente présumément d'agresser Jaziri avec un couteau de 13 pouces (33 cm), mais est subsequemment libéré de toutes accusations, faute de blessés ou témoins crédibles, affirmant avoir agi pour se défendre lorsque Jaziri et un de ses acolytes avaient tenté de monter en épinglée un simple malentendu. Le 22 juin, Jaziri perd son statut de réfugié parce qu'il avait menti aux autorités canadiennes en ne déclarant pas qu'il avait un dossier criminel en France et qu'il avait été expulsé vers la Tunisie. Qu'il ait été pardonné ou non, il avait pourtant l'obligation légale de le faire ; cette omission est donc considérée comme un mensonge par les autorités canadiennes. Dans le même temps, Saïd Jaziri prétend avoir été emprisonné et torturé en Tunisie en 1994 pour appartenance à une « association illégale ».
Le 15 janvier 2007, un sondage Léger Marketing révèle que 1 % des Québécois se disent fortement racistes, 15 % se disent moyennement racistes, 43 % se disent faiblement racistes et 39 % se disent pas racistes du tout. Ce sondage et l'usage qui en est fait par le journal qui le publie sont fortement critiqués pour une interprétation méthodologiquement fallacieuse des données. Mais plusieurs communautés sont étonnées d'apprendre qu'elles avaient une si mauvaise réputation. D'autres croient que c'est la preuve que le racisme existe au Québec. « Grâce à ce sondage, on peut enfin prouver qu'il y a du racisme envers les musulmans » lance alors Jaziri. Le 29 janvier, il réclame le renvoi du policier Philippe Gouin qui avait écrit une chanson satirique et polémique, Ça va faire, là, exigeant l'acculturation des immigrants : « C'est normal de le demander car on doit donner une leçon à cet agent et à tout le corps policier ».
Visitant Hérouxville, Jaziri réagit au code de conduite local en le qualifiant de « code de répression ». Au cours de l'émission Le 3950, il tient des propos homophobes,,. Le 11 octobre, il évoque une maladie dans sa famille — le diabète comateux de sa femme enceinte — pour annuler sa participation à l'émission Tout le monde en parle. Le 15 octobre, il est arrêté par l'agence des services frontaliers du Canada en infraction avec la loi sur l'immigration et la protection des réfugiés car il n'a plus de statut légal au Canada depuis 2006. Sa détention préventive a pour but d'éviter qu'il ne se présente pas à son audition ou à son renvoi puisqu'il s'était barricadé dans sa mosquée lorsque son statut de réfugié avait été remis en cause. Le lendemain, il est hospitalisé à la suite de sa grève de la faim. Le 17 octobre, une petite manifestation est organisée par sa femme et Mohamed Alaoui devant le Palais de justice de Montréal pour attirer l'attention des médias. Un certain Mohamed Rahmaoui est même prêt à payer une caution solidaire de 15 000 dollars canadiens, sa femme une caution solidaire de 10 000 dollars canadiens et un retraité une caution solidaire de 10 000 dollars canadiens. Le 23 octobre, il est finalement ramené dans son pays natal via un jet privé où il affirme : « J'ai cru qu'ils [allaient] me tuer »,. Malgré les craintes qu'il soit torturé une fois arrivé en Tunisie, Jaziri lui-même affirme avoir été mieux traité par la Tunisie que par le Canada. Paradoxalement, malgré les prétendus mauvais traitements du Canada, l'imam souhaite revenir dans ce pays.
Devenu propriétaire d'une radio coranique, il donne également des cours dans des écoles coraniques et assure la fonction de secrétaire général du parti islamiste Errahma.
Candidat aux élections législatives tunisiennes de 2019, il est élu député de la circonscription de Ben Arous, puis se voit retirer son siège avant de le récupérer à la suite d'un recours auprès du Tribunal administratif.